# Grand Prix automobile de Grande-Bretagne 1956
GP précédent GP suivant
Le Grand Prix de Grande-Bretagne 1956 (IXth British Grand Prix), disputé sur le circuit de Silverstone le 14 juillet 1956, est la cinquante-quatrième épreuve du championnat du monde de Formule 1 courue depuis 1950 et la sixième manche du championnat 1956.

## Contexte avant le Grand Prix

### Le championnat du monde
C'est en 1954 que la Formule 1 2,5 litres (moteur 2 500 cm3 atmosphérique ou 750 cm3 suralimenté, carburant libre) a remplacé la précédente réglementation à moteurs 4,5 litres (ou 1,5 suralimenté). En pratique, tous les constructeurs engagé ont adopté le moteur atmosphérique, seul DB ayant expérimenté, lors du Grand Prix de Pau 1955 couru hors championnat, une monoplace 750 cm3 à compresseur, sans succès. En plus des sept Grands Prix de Formule 1 inscrits au calendrier du championnat du monde des conducteurs 1956 s'ajoute l'épreuve des 500 miles d'Indianapolis, régie par l'USAC, traditionnellement disputée en mai. Exclusivité des spécialistes américains de la discipline, cette manche additionnelle n'a aucune incidence sur l'issue du championnat.
Après avoir subi durant deux années la domination de Mercedes-Benz, désormais retiré de la compétition, la Scuderia Ferrari a retrouvé de sa superbe, ayant remporté trois des quatre Grands Prix déjà courus. Grâce à ses deux victoires en Belgique et en France, le jeune pilote britannique Peter Collins occupe la tête du championnat, avec cinq points d'avance sur le Français Jean Behra (Maserati). Particulièrement malchanceux lors des dernières épreuves, le triple champion du monde Juan Manuel Fangio (Ferrari) et son principal rival Stirling Moss (Maserati), comptant chacun une victoire cette saison, restent toutefois favoris dans la course au titre mondial.
Après une longue période de mise au point, trois constructeurs britanniques menacent désormais la suprématie italienne : BRM, Vanwall et Connaught, tous présents pour leur Grand Prix national. À la suite du récent échec de Bugatti à Reims, Amédée Gordini, qui dispose de moyens financiers très limités, reste le seul représentant de la construction française.

### Le circuit
Après l'intermède d'Aintree l'année précédente, le circuit de Silverstone accueille à nouveau le Grand Prix de Grande-Bretagne. Créée en 1948 sur une ancienne base de la Royal Air Force, cette piste se caractérise par l'absence de longues lignes droites, où la souplesse des moteurs et les qualités des châssis priment sur la puissance pure. Situé à un peu plus de cent kilomètres de Londres, ce circuit est très apprécié du public britannique pour ses installations modernes (stands, tribunes), ses nombreux points d'observation et sa capacité d'accueil pouvant atteindre trois-cent-mille spectateurs. Lors de l'International Trophy disputé deux mois plus tôt, Mike Hawthorn sur BRM et Stirling Moss sur Vanwall avaient tous deux amélioré le record de la piste, à la moyenne de 164,6 km/h.

## Monoplaces en lice
- Ferrari Lancia D50 "Usine"

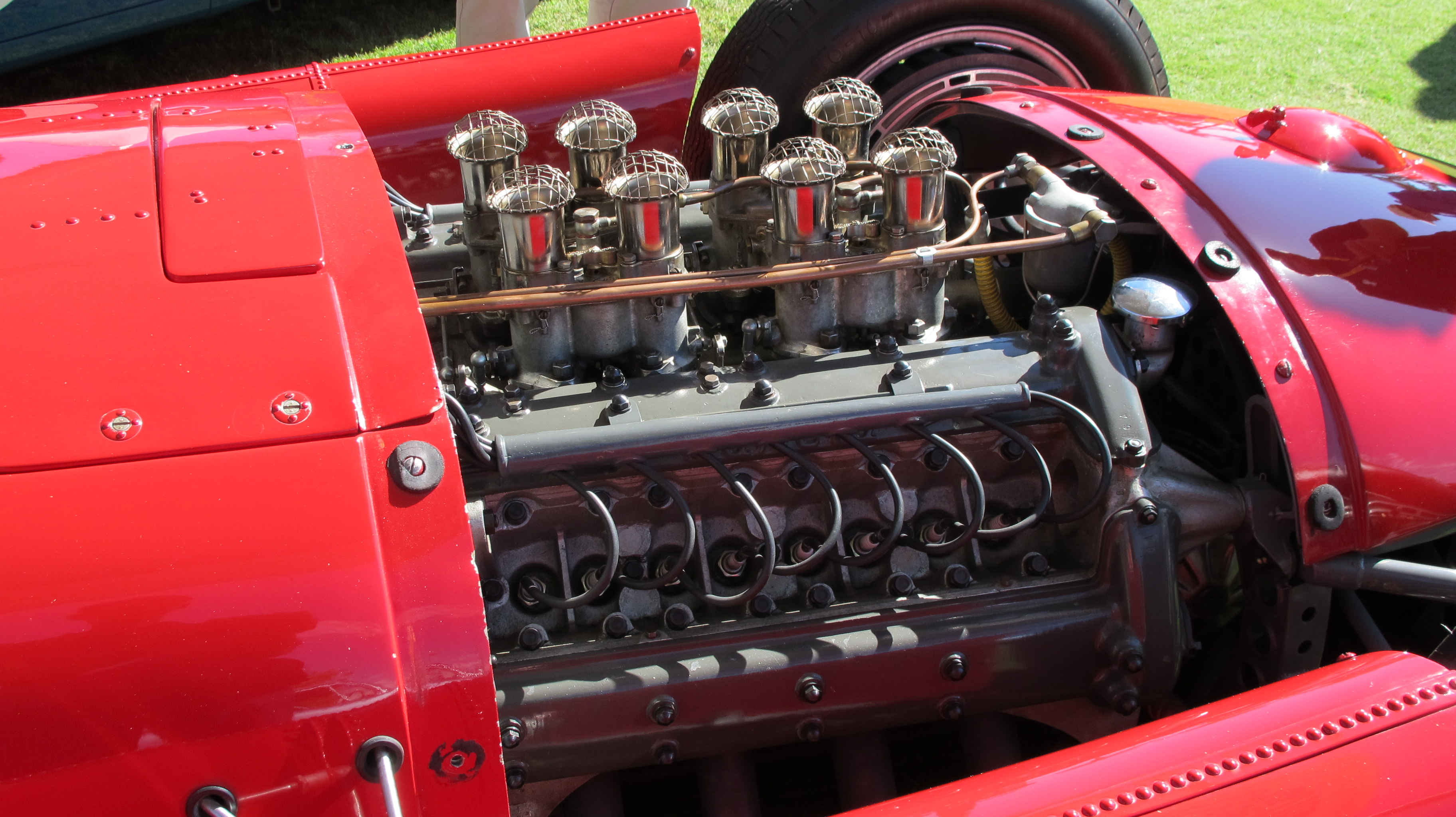
Le moteur V8 de la D50, d'origine Lancia.

Le stand de la Scuderia Ferrari accueille cinq D50 en configuration 'Syracuse' (réservoir principal dans la pointe arrière, coffrages latéraux intégrés au fuselage comportant les sorties d'échappement et de petits réservoirs d'appoint). Pesant environ 640 kg, les D50, d'origine Lancia, disposent d'un moteur V8 délivrant 280 chevaux à 8000 tr/min. Luigi Musso n'étant pas complètement rétabli de son accident survenu lors des 1000 kilomètres du Nürburgring, seules quatre de ces voitures vont prendre part à l'épreuve, aux mains de Juan Manuel Fangio, Peter Collins, Eugenio Castellotti et Alfonso de Portago.
- Maserati 250F "Usine"

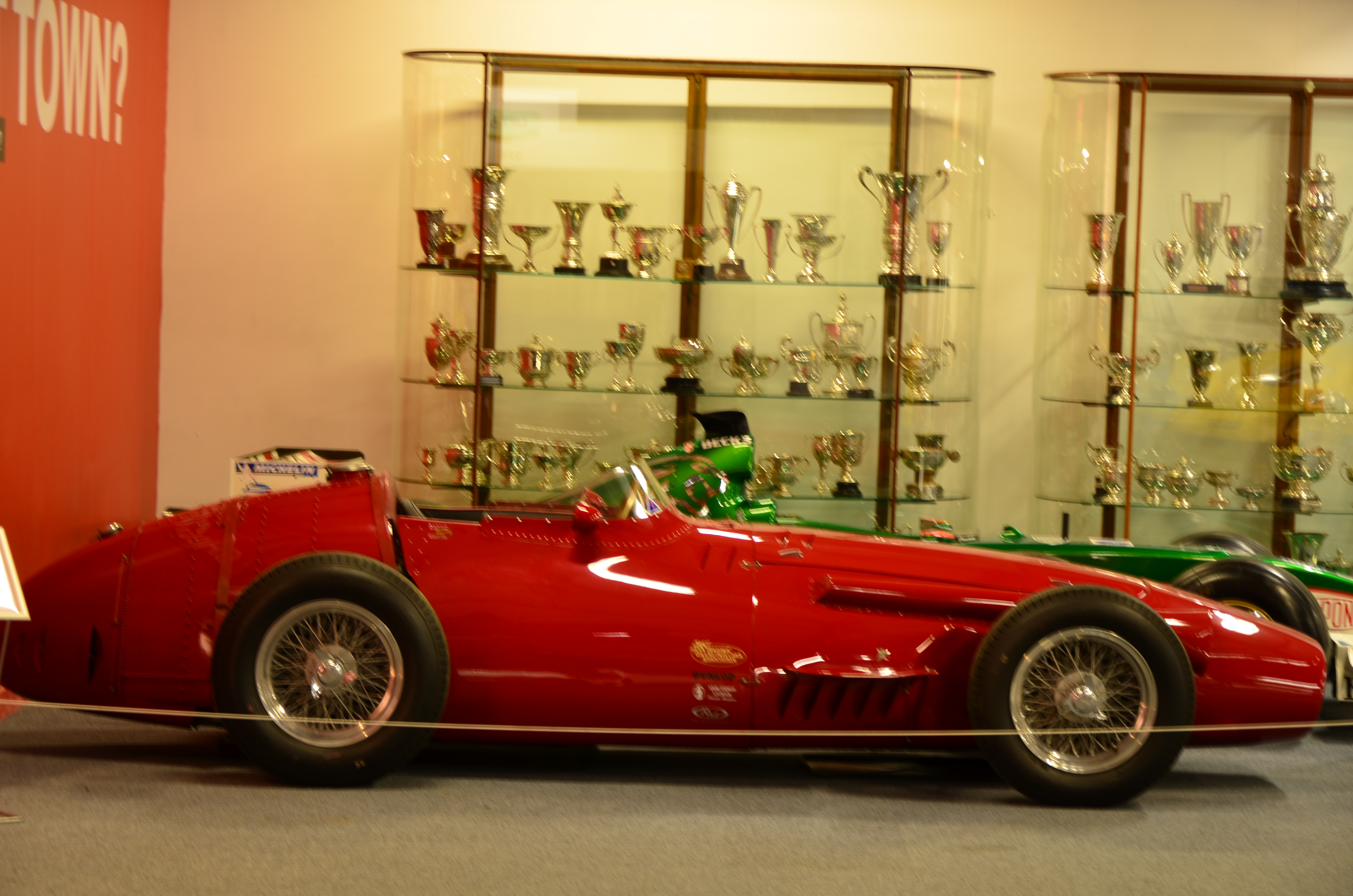
Une Maserati 250F

Quatre 250F officielles sont aux mains de Stirling Moss, Jean Behra, Cesare Perdisa et Francisco Godia. Leur moteur six cylindres en ligne, alimenté par trois carburateurs, développe 270 chevaux à 7600 tr/min, une puissance inférieure à celle des Ferrari, mais grâce à un poids légèrement inférieur (620 kg) et une meilleure tenue de route elles se montrent à leur avantage sur les circuits sinueux. Ces voitures font également le bonheur des écuries et pilotes indépendants ; à Silverstone, sept autres pilotes disposent de 250F privées : Umberto Maglioli (Scuderia Guastalla), Roy Salvadori , Luigi Villoresi, Louis Rosier, Bruce Halford, Horace Gould et Jack Brabham.
- Vanwall VW56 "Usine"

Tony Vandervell a engagé trois voitures pour son Grand Prix national : Harry Schell dispose du châssis VW2 avec lequel il avait brillé lors du Grand Prix de France deux semaines auparavant en relayant Mike Hawthorn ; Maurice Trintignant, de retour dans l'équipe après son expérience malheureuse sur Bugatti, se voit attribuer le nouveau châssis VW4, remplaçant le châssis VW3 détruit par Colin Chapman à Reims ; enfin le châssis VW1 a été confié à l'Argentin José Froilán González, qui fait son retour en course après six mois d'absence. Dans leur version '1956', les Vanwall pèsent 570 kg à vide ; elles sont équipées de quatre freins à disques et d'une boîte cinq vitesses ; leur carrosserie profilée, associée à un moteur à quatre cylindres, alimenté par injection, de plus de 280 chevaux, leur assure une excellente vitesse de pointe.
- BRM P25 "Usine"

L'équipe de Bourne effectue sa rentrée en Grand Prix après quelques mois d'absence, de nombreux problèmes de fiabilité (soupapes, transmission) étant survenus en début de saison. Trois P25 ont été engagées pour Mike Hawthorn, Tony Brooks et Ron Flockhart. Ces monoplaces affichent un excellent rapport poids/puissance (550 kg à vide pour environ 270 chevaux à 9000 tr/min), leur assurant d'excellentes accélérations, un atout sur un circuit comme Silverstone nécessitant de nombreuses relances, comme le démontra Hawthorn lors du dernier International Trophy, le pilote britannique ayant établi le record de la piste.
- Connaught B "Usine"

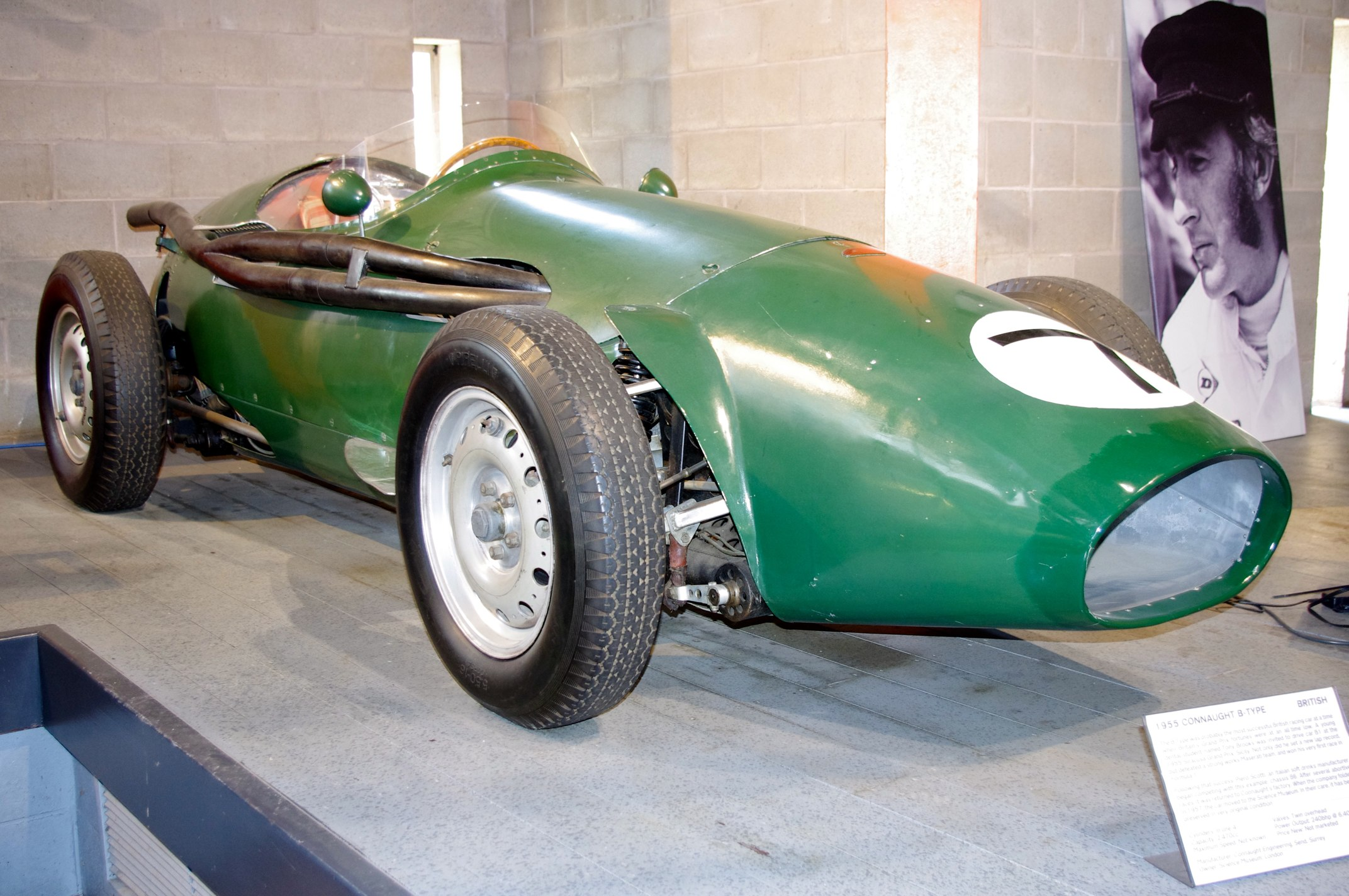
Une Connaught Type B, semblable à celle qui remporta le GP de Syracuse.

Pour la saison 1956, Connaught Engineering a renoncé aux épreuves continentales, en raison d'un budget limité. Pour son Grand Prix à domicile, l'équipe a engagé trois monoplaces 'Type B' (590 kg, freins à disques, moteur quatre cylindres Alta développant 250 chevaux à 6800 tr/min) pour le talentueux Archie Scott Brown, épaulé par Desmond Titterington et Jack Fairman. Une de ces voitures avait remporté le Grand Prix de Syracuse en fin de saison 1955 aux mains de Tony Brooks.
- Gordini T32 "Usine"

Comme à Reims, Amédée Gordini a engagé ses deux châssis T32 à moteur huit cylindres (plus de 700 kg à vide, environ 245 chevaux à 8000 tr/min). Confiées à Robert Manzon et Hermano da Silva Ramos, elles ne peuvent espérer un résultat tangible face aux monoplaces italiennes et britanniques.
- Emeryson 56

Paul Emery fait ses débuts en championnat du monde sur une monoplace qu'il a développée avec son frère George : la petite Emeryson, initialement équipée d'un moteur Aston Martin, dispose maintenant d'un quatre cylindres Alta développant entre 240 et 250 chevaux.
- Cooper T23

Bob Gerard a engagé son antique Cooper T23, à moteur six cylindres Bristol.

## Coureurs inscrits
| no | Pilote                 | Écurie                    | Constructeur | Modèle                        | Moteur      | Pneumatiques |
| -- | ---------------------- | ------------------------- | ------------ | ----------------------------- | ----------- | ------------ |
| 1  | Juan Manuel Fangio     | Scuderia Ferrari          | Ferrari      | Ferrari Lancia D50 'Syracuse' | Ferrari V8  | E            |
| 2  | Peter Collins          | Scuderia Ferrari          | Ferrari      | Ferrari Lancia D50 'Syracuse' | Ferrari V8  | E            |
| 3  | Eugenio Castellotti    | Scuderia Ferrari          | Ferrari      | Ferrari Lancia D50 'Syracuse' | Ferrari V8  | E            |
| 4  | Alfonso de Portago     | Scuderia Ferrari          | Ferrari      | Ferrari Lancia D50 'Syracuse' | Ferrari V8  | E            |
| 7  | Stirling Moss          | Officine Alfieri Maserati | Maserati     | Maserati 250F                 | Maserati L6 | P            |
| 8  | Jean Behra             | Officine Alfieri Maserati | Maserati     | Maserati 250F                 | Maserati L6 | P            |
| 9  | Cesare Perdisa         | Officine Alfieri Maserati | Maserati     | Maserati 250F                 | Maserati L6 | P            |
| 10 | Francisco Godia        | Officine Alfieri Maserati | Maserati     | Maserati 250F                 | Maserati L6 | P            |
| 11 | Luigi Villoresi        | Luigi Piotti              | Maserati     | Maserati 250F                 | Maserati L6 | P            |
| 12 | Umberto Maglioli       | Scuderia Guastalla        | Maserati     | Maserati 250F                 | Maserati L6 | P            |
| 14 | Hermano da Silva Ramos | Équipe Gordini            | Gordini      | Gordini T32                   | Gordini L8  | E            |
| 15 | Robert Manzon          | Équipe Gordini            | Gordini      | Gordini T32                   | Gordini L8  | E            |
| 16 | Harry Schell           | Vandervell Products       | Vanwall      | Vanwall VW56                  | Vanwall L4  | P            |
| 17 | Maurice Trintignant    | Vandervell Products       | Vanwall      | Vanwall VW56                  | Vanwall L4  | P            |
| 18 | José Froilán González  | Vandervell Products       | Vanwall      | Vanwall VW56                  | Vanwall L4  | P            |
| 19 | Archie Scott Brown     | Connaught Engineering     | Connaught    | Connaught B                   | Alta L4     | P            |
| 20 | Desmond Titterington   | Connaught Engineering     | Connaught    | Connaught B                   | Alta L4     | P            |
| 21 | Jack Fairman           | Connaught Engineering     | Connaught    | Connaught B                   | Alta L4     | P            |
| 23 | Mike Hawthorn          | Owen Racing Organisation  | BRM          | BRM P25                       | BRM L4      | D            |
| 24 | Tony Brooks            | Owen Racing Organisation  | BRM          | BRM P25                       | BRM L4      | D            |
| 25 | Ron Flockhart          | Owen Racing Organisation  | BRM          | BRM P25                       | BRM L4      | D            |
| 26 | Bob Gerard             | Privé                     | Cooper       | Cooper T23                    | Bristol L6  | D            |
| 27 | Louis Rosier           | Écurie Rosier             | Maserati     | Maserati 250F                 | Maserati L6 | P            |
| 28 | Roy Salvadori          | Gilby Engineering         | Maserati     | Maserati 250F                 | Maserati L6 | D            |
| 29 | Bruce Halford          | Privé                     | Maserati     | Maserati 250F                 | Maserati L6 | D            |
| 30 | Jack Brabham           | Privé                     | Maserati     | Maserati 250F                 | Maserati L6 | D            |
| 31 | Horace Gould           | Gould's Garage            | Maserati     | Maserati 250F                 | Maserati L6 | D            |
| 32 | Paul Emery             | Emeryson Cars             | Emeryson     | Emeryson 56                   | Alta L4     | D            |

## Qualifications
Les séances de qualification se déroulent le jeudi et le vendredi précédant la course. Lors de la première journée, les conditions de piste sont idéales. Sur ce circuit, les Maserati se montrent nettement plus performantes qu'à Reims, permettant à Stirling Moss de lutter à armes égales avec la Ferrari de Juan Manuel Fangio. En fin de séance, Moss parvient à tourner à près de 168 km/h de moyenne, meilleure performance de la journée, laissant Fangio à une seconde. Les légères BRM se sont également mises en évidence, Mike Hawthorn réalisant le troisième meilleur temps du jour, à égalité avec la Ferrari de Collins. Handicapé par un moteur manquant de puissance, Jean Behra n'a pu profiter du regain de forme des Maserati, ne réalisant que le douzième temps à six secondes de son coéquipier.
Le lendemain, une pluie continue met court à toute tentative d'amélioration. La grille de départ s'établit donc sur les temps du jeudi, la pole position revenant à Moss qui partira donc à la corde de la première ligne, au côté de Fangio, Hawthorn et Collins. En seconde ligne, Roy Salvadori, sur une Maserati privée, partira au côté des Vanwall d'Harry Schell et de González, ces trois pilotes ayant tourné dans la même seconde.
| Pos. | Pilote                 | Écurie    | Temps      | Écart  |
| ---- | ---------------------- | --------- | ---------- | ------ |
| 1    | Stirling Moss          | Maserati  | 1 min 41 s | -      |
| 2    | Juan Manuel Fangio     | Ferrari   | 1 min 42 s | + 1 s  |
| 3    | Mike Hawthorn          | BRM       | 1 min 43 s | + 2 s  |
| 4    | Peter Collins          | Ferrari   | 1 min 43 s | + 2 s  |
| 5    | Harry Schell           | Vanwall   | 1 min 44 s | + 3 s  |
| 6    | José Froilán González  | Vanwall   | 1 min 44 s | + 3 s  |
| 7    | Roy Salvadori          | Maserati  | 1 min 44 s | + 3 s  |
| 8    | Eugenio Castellotti    | Ferrari   | 1 min 44 s | + 3 s  |
| 9    | Tony Brooks            | BRM       | 1 min 45 s | + 4 s  |
| 10   | Archie Scott Brown     | Connaught | 1 min 45 s | + 4 s  |
| 11   | Desmond Titterington   | Connaught | 1 min 46 s | + 5 s  |
| 12   | Alfonso de Portago     | Ferrari   | 1 min 47 s | + 6 s  |
| 13   | Jean Behra             | Maserati  | 1 min 47 s | + 6 s  |
| 14   | Horace Gould           | Maserati  | 1 min 48 s | + 7 s  |
| 15   | Cesare Perdisa         | Maserati  | 1 min 49 s | + 8 s  |
| 16   | Maurice Trintignant    | Vanwall   | 1 min 49 s | + 8 s  |
| 17   | Ron Flockhart          | BRM       | 1 min 49 s | + 8 s  |
| 18   | Robert Manzon          | Gordini   | 1 min 49 s | + 8 s  |
| 19   | Luigi Villoresi        | Maserati  | 1 min 50 s | + 9 s  |
| 20   | Bruce Halford          | Maserati  | 1 min 51 s | + 10 s |
| 21   | Jack Fairman           | Connaught | 1 min 51 s | + 10 s |
| 22   | Bob Gerard             | Cooper    | 1 min 53 s | + 12 s |
| 23   | Paul Emery             | Emeryson  | 1 min 54 s | + 13 s |
| 24   | Umberto Maglioli       | Maserati  | 1 min 54 s | + 13 s |
| 25   | Francisco Godia        | Maserati  | 1 min 55 s | + 14 s |
| 26   | Hermano da Silva Ramos | Gordini   | 1 min 56 s | + 15 s |
| 27   | Louis Rosier           | Maserati  | 1 min 59 s | + 18 s |
| 28   | Jack Brabham           | Maserati  | 2 min 01 s | + 20 s |

## Grille de départ du Grand Prix
| 1re ligne | Pos. 4                            |                               | Pos. 3                           |                             | Pos. 2                         |                                | Pos. 1                         |
|           | Collins Ferrari 1 min 43 s        |                               | Hawthorn BRM 1 min 43 s          |                             | Fangio Ferrari 1 min 42 s      |                                | Moss Maserati 1 min 41 s       |
| 2e ligne  |                                   | Pos. 7                        |                                  | Pos. 6                      |                                | Pos. 5                         |                                |
|           |                                   | Salvadori Maserati 1 min 44 s |                                  | González Vanwall 1 min 44 s |                                | Schell Vanwall 1 min 44 s      |                                |
| 3e ligne  | Pos. 11                           |                               | Pos. 10                          |                             | Pos. 9                         |                                | Pos. 8                         |
|           | Titterington Connaught 1 min 45 s |                               | Scott Brown Connaught 1 min 45 s |                             | Brooks BRM 1 min 45 s          |                                | Castellotti Ferrari 1 min 44 s |
| 4e ligne  |                                   | Pos. 14                       |                                  | Pos. 13                     |                                | Pos. 12                        |                                |
|           |                                   | Gould Maserati 1 min 48 s     |                                  | Behra Maserati 1 min 47 s   |                                | Portago Ferrari 1 min 47 s     |                                |
| 5e ligne  | Pos. 18                           |                               | Pos. 17                          |                             | Pos. 16                        |                                | Pos. 15                        |
|           | Manzon Gordini 1 min 49 s         |                               | Flockhart BRM 1 min 49 s         |                             | Trintignant Vanwall 1 min 49 s |                                | Perdisa Maserati 1 min 49 s    |
| 6e ligne  |                                   | Pos. 21                       |                                  | Pos. 20                     |                                | Pos. 19                        |                                |
|           |                                   | Fairman Connaught 1 min 51 s  |                                  | Halford Maserati 1 min 51 s |                                | Villoresi Maserati 1 min 50 s  |                                |
| 7e ligne  | Pos. 25                           |                               | Pos. 24                          |                             | Pos. 23                        |                                | Pos. 22                        |
|           | Godia Maserati 1 min 55 s         |                               | Maglioli Maserati 1 min 54 s     |                             | Emery Emeryson 1 min 54 s      |                                | Gerard Cooper 1 min 53 s       |
| 8e ligne  |                                   | Pos. 28                       |                                  | Pos. 27                     |                                | Pos. 26                        |                                |
|           |                                   | Brabham Maserati 2 min 01 s   |                                  | Rosier Maserati 1 min 59 s  |                                | Silva Ramos Gordini 1 min 56 s |                                |

## Déroulement de la course

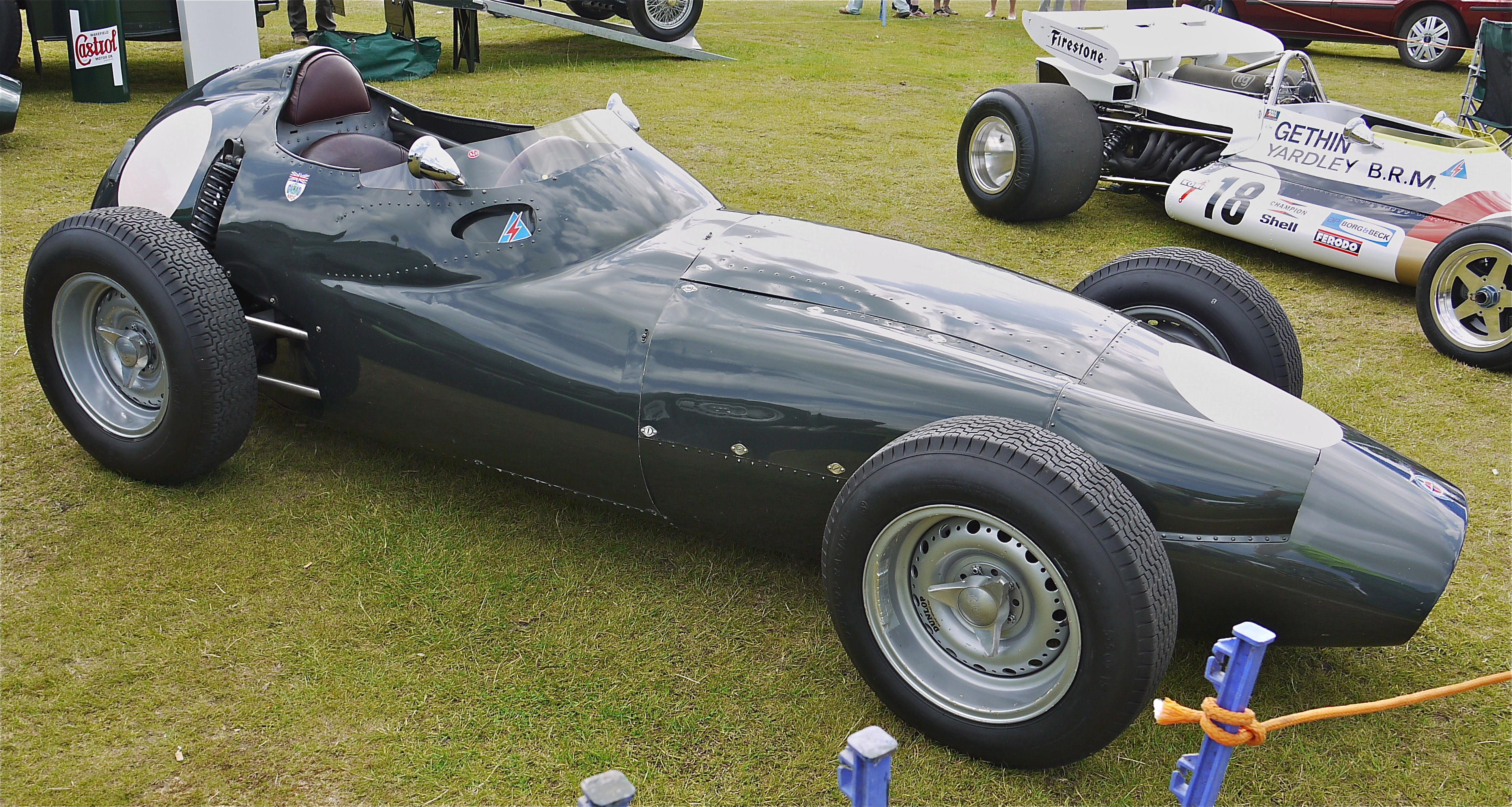
La BRM P25 (ici lors d'une manifestation historique) domine le début de course aux mains de Mike Hawthorn.

Le jour de la course, le samedi, Juan Manuel Fangio est malade et les médecins veulent l'empêcher de prendre le départ. Néanmoins, devant l'insistance des organisateurs, le champion du monde décide de courir, après avoir absorbé des pilules contre la fièvre.

Le départ est donné sous un ciel couvert, sur une piste parfaitement sèche, devant 85000 spectateurs. Au baisser du drapeau, Mike Hawthorn (BRM) bondit en tête, entraînant dans son sillage son coéquipier Tony Brooks qui a effectué un démarrage foudroyant depuis la troisième ligne. Ils devancent la Ferrari de Juan Manuel Fangio, les Maserati de Roy Salvadori et de Stirling Moss et la Vanwall d'Harry Schell. La seconde Vanwall, pilotée par José Froilán González, n'a parcouru que quelques mètres, avant de rester immobilisée sur la grille, un demi-arbre s'étant rompu lorsque le pilote a embrayé ; par bonheur, tous les pilotes placés derrière lui ont réussi à l'éviter. Sous les clameurs du public, les deux BRM d'Hawthorn et Brooks bouclent le premier tour en tête, ayant creusé l'écart sur Fangio qui précède Schell, Eugenio Castellotti (Ferrari) et Salvadori, tandis que Moss, après un départ prudent, n'apparaît qu'à la huitième place derrière la Ferrari de Peter Collins. Hawthorn parvient à conserver l'avantage au cours des tours suivants, creusant l'écart sur son coéquipier qui se fait bientôt remonter par Fangio. Au cinquième passage devant les stands, Hawthorn a quelques secondes d'avance sur Brooks, maintenant talonné par Fangio. Collins pointe à la quatrième place juste devant Moss, bien revenu. Au début du septième tour, au freinage de Copse, Fangio parvient à déborder Brooks, prenant la seconde place. Au suivant, Moss s'empare de la quatrième place au détriment de Collins. Le classement est à nouveau bouleversé au tour suivant, lorsque Fangio effectue un tête-à-queue au virage de Becketts ; le pilote argentin parvient à reprendre la course, ayant perdu quatre places au profit de Brooks, Moss, Salvadori et Collins.
À la fin du dixième tour, Hawthorn s'est construit une avance de plus de sept secondes sur Brooks et Moss, désormais roues dans roues. Salvadori suit à une seconde ; avec Collins cinquième à treize secondes d'Hawthorn, ce sont alors cinq pilotes britanniques qui occupent les cinq premières places. Fangio est toutefois juste derrière, il déborde peu après son coéquipier pour le gain de la cinquième place, tandis que Moss prend la seconde place à Brooks et commence à revenir sur l'homme de tête. Brooks se fait également dépasser par Salvadori et perd progressivement du terrain, se trouvant à nouveau sous la menace de Fangio. Après quinze tours, les BRM ont perdu de leur superbe, Hawthorn étant talonné par Moss, tandis que Brooks, dépassé par Fangio, n'est plus que cinquième. Alors que les hommes de tête abordent Copse pour la seizième fois, Moss passe irrémédiablement Hawthorn, s'emparant de la première place. Il va alors se détacher au rythme d'une seconde au tour, tandis qu'Hawthorn se voit rapidement rejoint par Salvadori. À ce moment, Archie Scott Brown, qui faisait des débuts très prometteurs sur sa Connaught, est contraint à l'abandon, transmission hors d'usage ; le pilote écossais était alors septième, non loin de la Ferrari de Collins.
Après vingt boucles, Moss compte plus de quatre secondes d'avance sur Hawthorn, qui est sur le point de se faire dépasser par Salvadori. Fangio roule isolé en quatrième position, suivi à bonne distance par la BRM de Brooks. Viennent ensuite les Ferrari de Collins, Castellotti et Portago, nettement détachées. Salvadori s'empare d'autant plus facilement de la seconde place qu'Hawthorn commence à lever le pied, inquiet au sujet de la transmission de sa BRM : un cardan commence à gripper, et le pilote britannique ramène sagement sa voiture au stand quelques tours plus tard, furieux car un incident identique lui avait valu une spectaculaire sortie de route à Goodwood quelques mois plus tôt. Les deux Maserati de Moss et Salvadori dominent désormais la course, avec une vingtaine de secondes d'avance sur Fangio et plus de trente sur Brooks. Collins est à dix secondes de Brooks, suivi à distance par ses coéquipiers Castellotti et Portago, puis Jean Behra dont la Maserati manque de puissance. Les positions commencent à se stabiliser, Moss augmentant régulièrement son avance sur Salvadori et Fangio. Derrière Brooks a baissé sa cadence, Collins se rapprochant peu à peu de son compatriote. Au trente-cinquième tour, Collins s'empare de la quatrième place. Brooks commence à avoir des problèmes avec son accélérateur ; au cours du quarantième tour, il s'immobilise au 'Club Corner', effectue une réparation de fortune avant de regagner son stand. Moss compte alors 23 secondes d'avance sur Salvadori, 33 sur Fangio et plus d'une minute sur Collins. Le reste du peloton, emmené par Portago et Behra, compte plus d'un tour de retard.

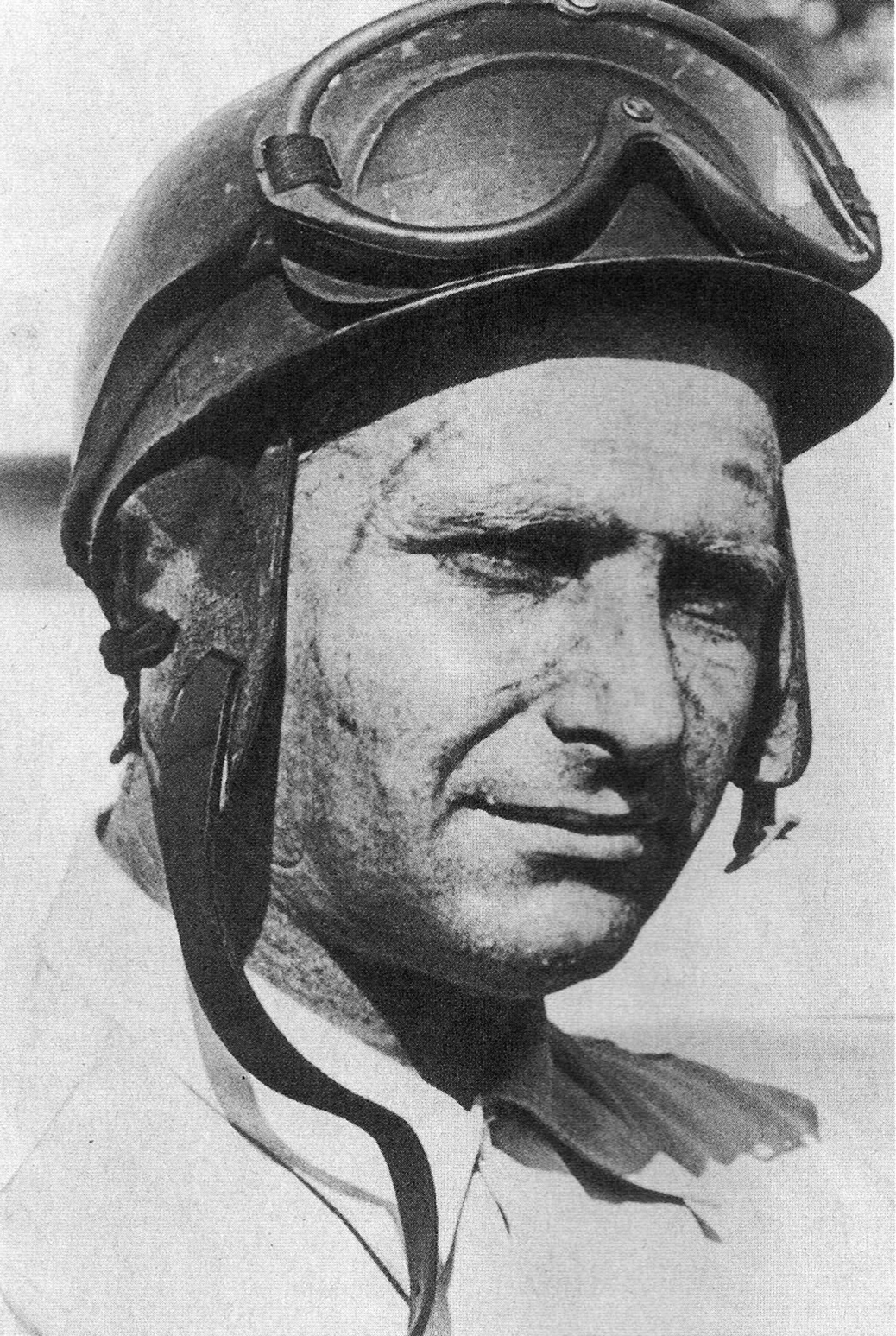
Malade le jour de la course, Juan Manuel Fangio s'est néanmoins imposé à Silverstone.

Reparti très attardé de son stand, Brooks ne parviendra pas à boucler un tour supplémentaire : abordant 'Abbey Curve', il lève le pied mais l'accélérateur reste bloqué ; la BRM dérape, part dans l'herbe avant de heurter le talus et de se retourner, éjectant son pilote ! Brooks s'en sort avec une mâchoire fracturée, tandis que le feu détruit totalement sa voiture. À mi-course, Salvadori est toujours second à distance respectable de Moss. Pressé par Fangio qui l'a maintenant rattrapé, il accélère la cadence mais des problèmes de carburation le contraignent bientôt à effectuer un arrêt au stand. Il en ressort en septième position, avec plus d'un tour de retard, débordé entre-temps par Fangio, Collins, Portago, Behra et Gould (Maserati). Il regagne aussitôt trois places, dépassant aisément la Ferrari et les deux Maserati qui le précédaient mais au cinquante-sixième tour il doit à nouveau s’arrêter, réservoir crevé, perdant le bénéfice de son beau début de course. En tête, Moss connaît également quelques soucis : il doit effectuer un bref arrêt pour ravitailler en huile, de sorte qu'au soixantième tour son avance sur Fangio n'est plus que de sept secondes. Collins, troisième, compte plus d'une minute et demie de retard ; quatrième et cinquième, Portago et Behra sont à plus d'un tour. Sentant la victoire à sa portée, Fangio a haussé le rythme et se rapproche de Moss. Alors qu'il occupait toujours la troisième place, Collins abandonne à la fin du soixante-quatrième tour à cause d'un problème d'alimentation d'essence. Portago prend alors la troisième place, assez loin des hommes de tête. Le pilote espagnol est bientôt rappelé au stand pour laisser son volant à Collins, qui repart en quatrième position, derrière Behra.
Le duel entre Moss et Fangio va tourner court : au début du soixante-neuvième tour, le Britannique s'arrête à nouveau au stand pour régler un problème d'allumage, laissant le commandement de la course à Fangio. Il peut repartir, mais compte désormais près d'une minute de retard sur le champion du monde. Behra est toujours troisième, à vingt secondes de son coéquipier, mais se trouve directement menacé par Collins, reparti à l'attaque au volant d'une voiture en parfait état. Moss paraît en mesure de se maintenir en seconde place ; au cours du soixante-et-onzième tour, il bat le record de la piste à plus de 164 km/h de moyenne, mais peu après le champion britannique doit baisser sa cadence, à cause d'une pression d'huile alarmante. Derrière, Collins a rapidement rejoint Behra, qu'il dépasse au cours du soixante-quinzième tour. Aux trois quarts de la course, les positions semblent bien établies : Fangio dispose d'une très confortable avance sur Moss qui se contente désormais d'assurer sa seconde place, ménageant son moteur, et contrôlant le retour de Collins. Quatrième, Behra tire le maximum d'une Maserati handicapée en puissance. Le pilote français compte plus d'un tour de retard sur la Connaught de Jack Fairman et la Ferrari de Castellotti.
Pendant près d'une demi-heure, le classement reste figé, lorsque Moss s'engouffre à nouveau dans les stands pour effectuer un rapide ravitaillement en huile, au début du quatre-vingt-treizième tour. Il repart juste devant Collins, qui va parvenir à le dépasser deux boucles plus tard. Aussitôt après, Moss doit renoncer, pont arrière brisé, laissant la troisième place à son coéquipier Behra. Auteur d'un spectaculaire tête-à-queue, Castellotti a rejoint son stand pour y abandonner sa Ferrari dont la transmission a été endommagée. Sa voiture repart néanmoins aux mains de Portago, qui a fortement insisté pour finir la course malgré le verdict des mécaniciens. Le jeune pilote espagnol ne pourra aller bien loin, accomplissant un tour au ralenti ; il parviendra néanmoins à terminer, poussant sa voiture sur la ligne après le drapeau à damiers saluant la victoire de Fangio. C'est un nouveau doublé pour Ferrari, Collins terminant second sur sa voiture d'emprunt, devant la Maserati de Behra et la Connaught de Fairman, seule voiture britannique honorablement classée après les abandons prématurés des BRM et des Vanwall. Moss, beau joueur, s'est empressé de féliciter Fangio après l'arrivée pour la maîtrise dont il avait fait preuve durant les trois heures de course, malgré son état de santé ; effectivement très éprouvé, le visage marqué, le champion du monde fut d'ailleurs victime d'un malaise passager à sa descente de voiture !

### Classements intermédiaires
Classements intermédiaires des monoplaces aux premier, cinquième, huitième, dixième, quinzième, vingtième, trentième, quarantième, cinquantième, cinquante-cinquième, soixantième, soixante-dixième et quatre vingt-dixième tours.

### Classement de la course

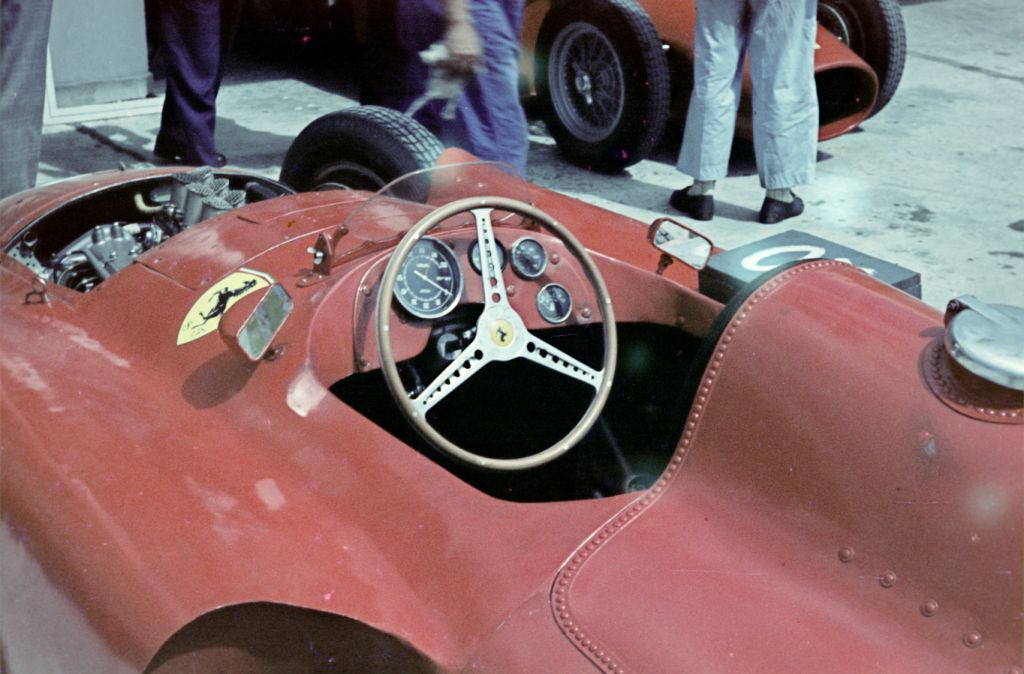
Quatrième victoire de la saison pour la Ferrari D50, et nouveau doublé à la clef.

| Pos  | No | Pilote                                 | Écurie         | Tours | Temps/Abandon                  | Grille | Points |
| ---- | -- | -------------------------------------- | -------------- | ----- | ------------------------------ | ------ | ------ |
| 1    | 1  | Juan Manuel Fangio                     | Ferrari        | 101   | 2 h 59 min 47 s 0              | 2      | 8      |
| 2    | 4  | Alfonso de Portago Peter Collins       | Ferrari        | 100   | 3 h 01 min 16 s 2 (+ 1 tour)   | 12     | 3      |
| 3    | 8  | Jean Behra                             | Maserati       | 99    | 3 h 00 min 37 s 8 (+ 2 tours)  | 13     | 4      |
| 4    | 21 | Jack Fairman                           | Connaught-Alta | 98    | 3 h 01 min 20 s 0 (+ 3 tours)  | 21     | 3      |
| 5    | 31 | Horace Gould                           | Maserati       | 97    | 3 h 00 min 37 s 0 (+ 4 tours)  | 14     | 2      |
| 6    | 11 | Luigi Villoresi                        | Maserati       | 96    | 3 h 02 min 10 s 4 (+ 5 tours)  | 19     |        |
| 7    | 9  | Cesare Perdisa                         | Maserati       | 95    | 3 h 01 min 19 s 0 (+ 6 tours)  | 15     |        |
| 8    | 10 | Francisco Godia                        | Maserati       | 94    | 2 h 59 min 57 s 0 (+ 7 tours)  | 25     |        |
| 9    | 15 | Robert Manzon                          | Gordini        | 94    | 2 h 59 min 59 s 0 (+ 7 tours)  | 18     |        |
| 10   | 3  | Eugenio Castellotti Alfonso de Portago | Ferrari        | 92    | 2 h 59 min 55 s 4 (+ 9 tours)  | 8      |        |
| 11   | 26 | Bob Gerard                             | Cooper-Bristol | 88    | 3 h 00 min 20 s 0 (+ 13 tours) | 22     |        |
| Abd. | 7  | Stirling Moss                          | Maserati       | 94    | Pont arrière                   | 1      | 1      |
| Abd. | 16 | Harry Schell                           | Vanwall        | 87    | Distribution d'essence         | 5      |        |
| Abd. | 20 | Desmond Titterington                   | Connaught-Alta | 74    | Moteur                         | 11     |        |
| Abd. | 17 | Maurice Trintignant                    | Vanwall        | 74    | Distribution d'essence         | 16     |        |
| Abd. | 14 | Hermano da Silva Ramos                 | Gordini        | 71    | Pont arrière                   | 26     |        |
| Abd. | 2  | Peter Collins                          | Ferrari        | 64    | Pression d'essence             | 4      |        |
| Abd. | 28 | Roy Salvadori                          | Maserati       | 59    | Distribution d'essence         | 7      |        |
| Abd. | 24 | Tony Brooks                            | BRM            | 40    | Accident                       | 9      |        |
| Abd. | 23 | Mike Hawthorn                          | BRM            | 24    | Transmission                   | 3      |        |
| Abd. | 27 | Louis Rosier                           | Maserati       | 23    | Panne électrique               | 27     |        |
| Abd. | 29 | Bruce Halford                          | Maserati       | 22    | Moteur                         | 20     |        |
| Abd. | 12 | Umberto Maglioli                       | Maserati       | 21    | boîte de vitesses              | 24     |        |
| Abd. | 19 | Archie Scott Brown                     | Connaught-Alta | 16    | Transmission                   | 10     |        |
| Abd. | 32 | Paul Emery                             | Emeryson-Alta  | 12    | Allumage                       | 23     |        |
| Abd. | 30 | Jack Brabham                           | Maserati       | 3     | Moteur                         | 28     |        |
| Abd. | 25 | Ron Flockhart                          | BRM            | 2     | Moteur                         | 17     |        |
| Abd. | 18 | José Froilán González                  | Vanwall        | 0     | Transmission                   | 6      |        |

Légende:
- Abd.= Abandon

### Pole position et record du tour
- Pole position :  Stirling Moss en 1 min 41 s (vitesse moyenne : 167,899 km/h). Temps réalisé lors de la séance d'essais du jeudi 12 juillet[11].
- Meilleur tour en course :  Stirling Moss en 1 min 43 s 2 (vitesse moyenne : 164,320 km/h) au soixante-et-onzième tour.

### Tours en tête
- Mike Hawthorn : 15 tours (1-15)
- Stirling Moss : 53 tours (16-68)
- Juan Manuel Fangio : 33 tours (69-101)

## Classement général à l'issue de la course
- attribution des points : 8, 6, 4, 3, 2 respectivement aux cinq premiers de chaque épreuve et 1 point supplémentaire pour le pilote ayant accompli le meilleur tour en course (signalé par un astérisque)
- Le règlement permet aux pilotes de se relayer sur une même voiture, les points éventuellement acquis étant alors partagés. En Argentine, Musso et Fangio marquent chacun quatre points pour leur victoire, Landi et Gerini marquent chacun un point et demi pour leur quatrième place. À Monaco, Collins et Fangio marquent chacun trois points pour leur seconde place, Castellotti un point et demi pour la quatrième place partagée avec Fangio, ce dernier ne pouvant cumuler avec les points de sa seconde place. En Belgique, Perdisa et Moss marquent chacun deux points pour leur troisième place. En France, les mêmes Perdisa et Moss marquent chacun un point pour leur cinquième place. En Grande-Bretagne, Portago et Collins marquent chacun trois points pour leur seconde place.

| Pos. | Pilote                 | Écurie       | Points | ARG | MON | 500 | BEL | FRA | GBR | ALL | ITA |
| ---- | ---------------------- | ------------ | ------ | --- | --- | --- | --- | --- | --- | --- | --- |
| 1    | Peter Collins          | Ferrari      | 22     | -   | 3   | -   | 8   | 8   | 3   |     |     |
| 2    | Juan Manuel Fangio     | Ferrari      | 21     | 5*  | 4*  | -   | -   | 4*  | 8   |     |     |
| 3    | Jean Behra             | Maserati     | 18     | 6   | 4   | -   | -   | 4   | 4   |     |     |
| 4    | Stirling Moss          | Maserati     | 13     | -   | 8   | -   | 3*  | 1   | 1*  |     |     |
| 5    | Pat Flaherty           | Watson       | 8      | -   | -   | 8   | -   | -   | -   |     |     |
| 6    | Eugenio Castellotti    | Ferrari      | 7,5    | -   | 1,5 | -   | -   | 6   | -   |     |     |
| 7    | Sam Hanks              | Kurtis Kraft | 6      | -   | -   | 6   | -   | -   | -   |     |     |
|      | Paul Frère             | Ferrari      | 6      | -   | -   | -   | 6   | -   | -   |     |     |
| 9    | Luigi Musso            | Ferrari      | 4      | 4   | -   | -   | -   | -   | -   |     |     |
|      | Mike Hawthorn          | Maserati     | 4      | 4   | -   | -   | -   | -   | -   |     |     |
|      | Don Freeland           | Phillips     | 4      | -   | -   | 4   | -   | -   | -   |     |     |
| 12   | Alfonso de Portago     | Ferrari      | 3      | -   | -   | -   | -   | -   | 3   |     |     |
|      | Cesare Perdisa         | Maserati     | 3      | -   | -   | -   | 2   | 1   | -   |     |     |
|      | Johnnie Parsons        | Kuzma        | 3      | -   | -   | 3   | -   | -   | -   |     |     |
|      | Harry Schell           | Vanwall      | 3      | -   | -   | -   | 3   | -   | -   |     |     |
|      | Jack Fairman           | Connaught    | 3      | -   | -   | -   | -   | -   | 3   |     |     |
| 17   | Olivier Gendebien      | Ferrari      | 2      | 2   | -   | -   | -   | -   | -   |     |     |
|      | Hermano da Silva Ramos | Gordini      | 2      | -   | 2   | -   | -   | -   | -   |     |     |
|      | Dick Rathmann          | Kurtis Kraft | 2      | -   | -   | 2   | -   | -   | -   |     |     |
|      | Luigi Villoresi        | Maserati     | 2      | -   | -   | -   | 2   | -   | -   |     |     |
|      | Horace Gould           | Maserati     | 2      | -   | -   | -   | -   | -   | 2   |     |     |
| 22   | Chico Landi            | Maserati     | 1,5    | 1,5 | -   | -   | -   | -   | -   |     |     |
|      | Gerino Gerini          | Maserati     | 1,5    | 1,5 | -   | -   | -   | -   | -   |     |     |
| 24   | Paul Russo             | Kurtis Kraft | 1      | -   | -   | 1*  | -   | -   | -   |     |     |

## À noter
- 19e victoire en championnat du monde pour Juan Manuel Fangio.
- 24e victoire en championnat du monde pour Ferrari en tant que constructeur.
- 24e victoire en championnat du monde pour Ferrari en tant que motoriste.
- 1ers points en championnat du monde pour Jack Fairman, Horace Gould et Alfonso de Portago.
- 1er Grand Prix de championnat du monde pour l'écurie Emeryson.
- 1er départ en Grand Prix de championnat du monde pour Tony Brooks (qualifié mais forfait au Grand Prix de Monaco 1956).
- 1er Grand Prix de championnat du monde pour Paul Emery.
- 1er Grand Prix de championnat du monde pour Bruce Halford.
- 1er et unique Grand Prix de championnat du monde pour Archie Scott Brown.
- 1er et unique Grand Prix de championnat du monde pour Desmond Titterington.

- Voitures copilotées :
  - n° 4 : Alfonso de Portago (66 tours) et Peter Collins (34 tours) se partagent les 6 points de la 2e place.
  - n° 3 : Eugenio Castellotti (91 tours) et Alfonso de Portago (1 tour[6]).